# Coignières
Coignières település Franciaországban, Yvelines megyében. Lakosainak száma 4385 fő (2022. január 1.). Coignières Les Essarts-le-Roi, Jouars-Pontchartrain, Lévis-Saint-Nom, Maurepas, Le Mesnil-Saint-Denis, Saint-Rémy-l’Honoré és La Verrière községekkel határos.

## Népesség
A település népességének változása:
| Lakosok száma | 4313 | 4350 | 4399 | 4394 | 4334 | 4355 | 4375 | 4377 | 4385 |
|               | 2013 | 2015 | 2016 | 2017 | 2018 | 2019 | 2020 | 2021 | 2022 |